# Peter Paltchik
Peter Paltchik (en hebreo: פיטר פלצ'יק‎, en ucraniano: Петер Пальтчик; Yalta, Ucrania, 4 de enero de 1992) es un deportista israelí que compite en judo; doble medallista olímpico de bronce y campeón europeo. En el año 2021 llegó a ser el número uno del ranking mundial de la IJF en la categoría de –100 kg.

## Trayectoria
Nació en Crimea, pero reside desde temprana edad en la localidad israelí de Rishon LeZion, en donde se crio con sus abuelos maternos. Entrena en el Instituto Wingate, en el equipo del seleccionador nacional Oren Smadja.
Participó en dos Juegos Olímpicos de Verano, obteniendo dos medallas de bronce, en Tokio 2020 en la prueba de equipo mixto y en París 2024 en la categoría de –100 kg, además del séptimo lugar en Tokio 2020 (–100 kg).
Ganó una medalla de bronce en el Campeonato Mundial de Judo de 2023 y dos medallas en el Campeonato Europeo de Judo, oro en 2020 y bronce en 2018. Obtuvo dos victorias en el Grand Slam (2018 en Abu Dabi y 2020 en París) y cuatro victorias en el Grand Prix.
Fue el abanderado de Israel en la ceremonia de apertura de los Juegos Olímpicos de París 2024 junto con la nadadora Andrea Murez.

## Palmarés internacional
| Juegos Olímpicos   | Juegos Olímpicos        | Juegos Olímpicos  | Juegos Olímpicos |
| Año                | Lugar                   | Medalla           | Categoría        |
| ------------------ | ----------------------- | ----------------- | ---------------- |
| 2020               | Tokio (Japón)           | Medalla de bronce | Equipo mixto     |
| 2024               | París (Francia)         | Medalla de bronce | –100 kg          |
| Campeonato Mundial |                         |                   |                  |
| Año                | Lugar                   | Medalla           | Categoría        |
| 2023               | Doha (Catar)            | Medalla de bronce | –100 kg          |
| Campeonato Europeo |                         |                   |                  |
| Año                | Lugar                   | Medalla           | Categoría        |
| 2018               | Tel Aviv (Israel)       | Medalla de bronce | –100 kg          |
| 2020               | Praga (República Checa) | Medalla de oro    | –100 kg          |